# Metal Gear Solid
Metal Gear Solid, često nazivan i kraticom MGS je stealth igra za PlayStation konzolu, izdana 1998. godine. Najpoznatija osoba iza Metal Gear Solida jest Hideo Kojima, otac MGSa. 
Metal Gear Solid je osma igra po kanonskom redoslijedu u cijelome MGS serijalu. Njoj prethode Metal Gear Solid 3:Snake Eater, Metal Gear Solid: Portable Ops, Metal Gear Solid: Peace Walker, Metal Gear Solid V: Ground Zeros, Metal Gear Solid V: The Phantom Pain,  Metal Gear te Metal Gear 2: Solid Snake dok nakon nje dolaze Metal Gear Solid 2: Sons of Liberty, Metal Gear Solid 4: Guns of the Patriots i Metal Gear Rising: Revengeance. Metal Gear Solid od samih početaka pridaje veliku pozornost animacijskim sekvencama, pa su tako svi nastavci MGS igara često doživljavani kao film. Metal Gear Solid mnogo je puta prepoznavan te nagrađivan za najbolju akcijsku igru na PlayStation konzoli.

## Povijest
1987. godine se pojavio prvi dio za MSX računalo. Metal Gear je bio jedna od najpopularnijih igara na ovom računalu. Danas postoje portovi i remakeovii za MSX 2, Wonderswan Color i za mobitele. Također, igra je dostupna na extra discu Metal Gear Solid 3: Subsistance.
Treći dio, Metal Gear Solid, preuzeo je glavne principe iz prva dva dijela, ali je prvi put upotrebljena 3D-grafika i multimedija scene (filmske scene). Iz ovog prijelaza s 2D u 3D grafiku, Hideo Kojima je s Metal Gear Solidom doživio veliki uspjeh.
U prva četiri dijela priča se sastoji o opasnosti za svjetski mir od strane humanoidnog robota imenom Metal Gear, koji je u stanju ispaliti nuklearne rakete. U petom dijelu, Metal Gear Solid 3: Snake Eater se radi od jednom tenku imenom Shagohod.

## Serijali

### Metal Gear
Metal Gear je izišao prvi put 8. lipnja 1987. u Japanu za MSX1 računalo. Bila je isto jedna NES verzija, koja je blago izmijenjena. Tako je izostala borba protiv Metal Geara, umjesto toga cilj je bio uništiti jedno super-računalo, kojem je bilo zadatak upravljanjem Metal Geara.
Baziran na NES verzijama bilo je i konvertiranja na druge platforme, tako na primjer za C64. Primjena MSX2 originala je bila isključivo u Japanu za mobitele i kao Bonus za Gamecube, Metal Gear Solid: The Twin Snakes.

#### Radnja
Krajem 70-ih u istočnoj Africi nastala je organizacija, tj. nacija „Outer Heaven“. Ta nacija sadrži jednu vojsku plaćenih vojnika. Jedna zemlja, koja je posve izolirana od svijeta, s najboljim sigurnosnim sustavom, koja se brani od nepoželjnih gostiju. Kada procuri da se u Outer Heaven radi na jednom novom oružju, zapadne nacije stavljaju u dužnost specijalnu jedinicu  „FOXHOUND“ da spriječi planove Outer Heavena.
FOXHOUND Komandant Big Boss šalje Gray Foxa, najboljeg FOXHOUND Agenta i jedinog, koji je uopće dobio titulu „Fox“, u Outer Heaven. Par dana kasnije pak nestaje kontakt s Gray Fox i njegove zadnje riječi glase: „Metal … Gear …“.
Nakon tih događaja FOXHOUND dobiva opet zadatak infiltrirati Outer Heaven i ispitati situaciju. Ovaj put Big Boss šalje agenta pod kodnim imenom Solid Snake u Outer Heaven. Snake je tek kratko vrijeme u jedinici FOXHOUND i još nije skupio puno iskustva, ipak Big Boss se odlučuje poslati ga tamo.
Njegovi zadaci: Pronaći i spasiti nestalog FOXHOUND agenta Gray Fox kao i ratne zatvorenike u Outer Heaven i uništiti ultimativno oružje, Metal Gear.
Solid Snakeu uspijeva provaliti neotkriveno u Outer Heaven, tijekom misije preko radio stanice dobiva potporu od Big Bossa. Kasnije stupa u kontakt s članovima „Outer Heaven Resistance“, jedne buntovne skupine, koja se isto bori protiv režima Outer Heavena. Članovi s kojima Snake tijekom misije uspostavlja kontakt su Diane, Jennifer, Steve i njihov vođa, Kyle Schneider. Snake upada u jednu zamku i biva stavljen u zatvor, ipak uspijeva se osloboditi stime da dobiva pomoć od Big Bossa koji ga upućuje na lomljivo mjesto na zidu njegove zatvorske čelije. U bijegu nalazi u susjednoj čeliji Gray Foxa. On priča Snakeu da se kod Metal Gear radi o jednom novom tipu tenka, koji hoda na dvije noge i u stanju je zbog svoje pokretljivosti na bilo kojem mjestu na zemlji izvršiti nuklearni napad. Kako bi pronašao mogućnost uništavanja Metal Geara, Snake mora osloboditi glavnog inženjera Metal Geara, Dr. Dragu Petrovicha, koji je isto zatočen u Outer Heavenu, zato što samo on zna kako se može uništiti Metal Gear. Nakon toga putovi Snake i Foxa se razilaze i Snake kreće na put da napusti Outer Heaven.
Snake se zapućuje sada prema čeliji u kojoj je zatočen Dr. Madnar. Ovaj pak želi pričati sa Snakeom tek kada se njegova u podrumu zatočena kćerka Ellen Madnar oslobodi. Ona je zarobljena da može prisiliti svoga oca na daljnem radu u vezi Metal Geara. Nakon što Snake dovodi i Ellen u sigurnost, Dr. Madnar mu otkriva kako se može uništiti Metal Gear. Tada Snake kreće u Metal Gear bazu. Na putu prema tamo kontaktira ga Schneider, koji je otkrio tko zapravo stoji iza Outer Heaven. No veza se prekida, prije nego što Schneider može nešto ispričati. Prije nego što Snake stigne do Metal Geara, dobiva čudne pozive od svog komandanta, Big Bossa. On zapovijeda Snakeu da prekine misiju. Snake je pak kratko pred ciljem i nemisli prekinuti misiju i na kraju stiže do ultimativnog oružja Metal Gear CC-12. Tenk nije još potpuno napravljen i zato nije još spreman za upotrebu, ipak čuvan je od raznih samoispaljujučih oružja koje reagiraju na kretanje objekta i koje Snake mora spretno izbjeći, usput uništavajući Metal Gear.
Nakon uspješnog rješavanja zadatka aktivira se mehanizam za samouništavanje i Snake susreče u svom bijegu FOXHOUND komandanta, koji je na kraju i zapovjednik Outer Heavena, pri tome koji je cijelo vrijeme lagao i izdao Snakea. On je svjesno poslao novopečenog Snakea u Outer Heaven, zato što je mislio da Snake neće uspjeti u ovoj misiji. Dolazi do završnog obračuna između Snake i Big Bossa, iz kojeg Snake izlazi kao pobjednik. Snake ostavlja tijelo Big bossa i bježi iz Outer Heavena, prije nego što ono eksplodira. Snake je ispunio svoju misiju, spriječivši globalni nuklearni rat, koji je prijetio iz Metal Geara.

## Metal Gear 2: Solid Snake
Tri godine kasnije, dakle 1990., Konami objavljuje s Metal Gear 2 javnog nasljednika agentsko-špijunaške igre od Hideo Kojime. Za razliku od prvog dijela, drugi dio nije nikad uspio doći na Nintendo Entertainment System (NES). Umjesto toga, za NES je došao „Metal Gear: Snakes Revenge“, s kojim pak Hideo Kojima nije imao uopće veze.
Vrlo puno elemenata igre, koje je Metal Gear Solid (1998.) pokazao, su u ovoj igri vec sadržane. Tako naprimjer postoji Radar za uočavanje neprijatelja i neprijateljske kamere, koje se moraju zaobići. Istotako mine se mogu uočiti pomoću radara i nakon toga i pokupiti, tako da se legne na prsa i pređe preko njih. 
S Metal Gear Solid 3: Subsistence je Metal Gear 2: Solid Snake inače prvi put javno izvan Japana krenuo o prodaju. Što se tiče igrivosti, ima naprimjer više stupnjeva težine, nakon prvog prolaska igre Solid Snake dobiva Bandanu, s kojom se onda ima na raspolaganju neograničena municija i korištene Codecfrekvencije memoriraju se automatski, itd. 
Neka imena su isto tek kasnije promijenjena, tako se Natasha Markova, tjelohranitelj Dr. Kia Marve, zove sada Gustava Heffner.

#### Radnja
Radnja u Metal Gear 2 se odvija oko izmišljenog vojnog režima "Zanzibar Island" smještenog u centralnoj americi, koje je osnovano 1995. godine i koje se sa silom domoglo nuklearnog arsenala oružja. Uz to dolazi još činjenica da su se u godini 1997. nakon hladnog rata naftne rezerve svijeta potrošile prije nego što se očekivalo. Ipak, Biolog Dr. Kio Marv pronalazi mikroorganizam imenom "OILIX", koji naftu pretvara u visoko vrijedno gorivo. No Dr. Kio Marv biva otet zajedno s OILIX formulom. Tragovi vode na Zanzibar Island. Nakon što se Zanzibar Island mogao uz pomoć mnoštva plaćenih vojnika više puta obraniti od nepoželjnih posjetitelja, Roy Campbell poziva bivšeg FOXHOUND člana Solid Snakea natrag u jedinicu; on je jedini koji može zaustaviti Zanzibar Island i spasiti Dr. Marva zajedno zajedno s njegovom formulom za OILIX.
Provaljivanje u ogroman kompleks od tvrđave Zanzibar Islanda ide prema planu, preko radio stanice Snakeu pomažu više kolega, međuostalim FOXHOUND zapovjetnik Colonel Roy Campbell, Master Miller, George, Kasler. Ukratko nakon provale u kompleks, Snake biva kontaktiran od CIA agentkinje Holly White, koja je provalila u Zanzibar Island s identitetom kao novinarka. Ona se razumije u plan zgrada Zanzibar Island kompleksa i daje Snakeu u vezi s tim informacije u igri. Snake pronalazi kratko nakon toga Dr. Marva, no radi se o zamci, jer se u biti radi o Black Ninja (bivši Black Colour), koji se želi boriti protiv Snake-a. Nakon ove konfrontacije, Snake otkriva da se u vezi Ninje radilo o Kyleu Schneideru, bivšem vođi Outer Heaven otpora, koji je bio otet od neprijatelja i od tada se smatra mrtvim. Nakon što je Outer Heaven uništen, UNESCO zapovijeda da se cijelo područje bombardira, kako bi se svi dokazi uništili. No jedan je čovjek ipak sve izbjeglice iz Outer Heavena u zadnjem trenutku spasio i omogućio im utočište. Taj čovjek je vođa Zanzibar Islanda: Big Boss, o kojem Schneider informira Snakea. Schneider kratko nakon toga daje informaciju gdje se nalazi Dr. Marv i onda umire. Snake kreće u potrazi za Dr. Marvom, no kada ulazi u njegovu čeliju, ona biva prazna. Od zida čuje pak jedno neobično kucanje. To kucanje je takozvano Kodkucanje, jedna vrsta Morse-ovih znakova. U vodiću za igru je u jednoj tabeli opisao kako se ti kodovi kucanja mogu otključati. Nakon otključavanja toga koda Snake otkriva da se radi o jednoj frekvenciji. Kada upotrijebi tu frekvenciju, dobiva Dr. Drago Madnara na vezi, koji je glavni inženjer prvog Metal Geara u Outer Heavenu, kojemu je Snake spasio život. On govori da je prijatelj od Dr. Marva s kojim je bio zajedno u zrakoplovu koji je trebao poslati Dr. Marva u SAD, nakon što je zrakoplov otet od vojnika Zanzibar Islanda. Sada pak je i on ovdje zatočen i sili ga se da radi na jednom novom Metal Gearu, s kodnim imenom Metal Gear D.
Dr. Madnar se u ovom trenuktu ne može spasiti, jer zid, koji dijeli obadvije strane, je od neuštinivog materijala. Prije nego što se Snake zaputi u svojoj daljnoj misiji, kaže mu Petrovich da se njegova kćerka Ellen, koju je Snake isto spasio u Outer Heavenu, zaljubila u Snakea. Kao sljedeći korak, Snake se zapućuje u jedan komunikacijski toranj i kratko nakon toga dobiva jedan poziv od Holly White. Ona je bila otkrivena i oteta od neprijatelja. Snake ulazi u kanalizaciju ispot komunikacijskog tornja i spašava je. Holly objašnjava da je mogla stupiti u Kontakt s Dr.Marvom, ali tada se veza izgubila. Ipak je poslao jednog goluba s porukom, koji je odletio skroz do krova komunikacijskog tornja. Snake se penje skroz do gore i mami goluba sa svojim zalihama hrane. U poruci koji je golub nosio sa sobom piše jedna zaključana poruka. Master Miller daje Snakeu preko radio stanice instrukcije, kako da ju otključa. I u ovoj poruci se skriva jedna frekvencija. U japanskoj originalnoj verziji i Metal Gear Solid 3:Subsistence je Master Miller tu frekvenciju izdao nakon par poziva (putem frekvencija radio stanice s kojom se poziva Millera). U engleskoj verziji samo ima par informacija koje vode do otključavanja poruke.
Preko ove frekvencije Snake kontaktira Dr. Marva, koji pak priča samo na češkom jeziku. Dr. Petrovich objašnjava Snakeu preko radio stanice da i on sam zna samo na ruskom i engleskom pričati, ali STB agentkinja Gustava Heffner može Snakeu pomoći u vezi govorne barijere. Ona je mogla pobjeći iz neprijateljskih ruku i sad u neprijateljskoj uniformi se nalazi u bazi. Njih dvoje sada kreću u kanalizaciju i dospjevaju od tamo u čeliju u kojoj je Dr. Madnar zatočen, kojeg njih dvoje odmah sa sobom povedu. Njih četvero idu dalje kroz kompliciranu kanalizaciju. Kod prijelaza jednog mosta, Gustava biva ubijena od pogotka jedne rakete. Tada na drugoj strani se pojavljuje Metal Gear D, u kojem cockpitu sjedi Gray Fox, Snakeov Foxhound kolega i najbolji prijatelj, kojeg je Snake u Outer Heaven-u spasio. On daje Snakeu priliku da napusti zemlji, no ovaj nerazmišlja o tome da odustane.
On nastavlja svoju misiju i suprotstavlja se teško naoružanim Zanzibar vojnicima. Nakon toga pronalazi čeliju od Dr. Marva, no ovaj je mrtav. Dr. Madnar stoji direktno pored njega. Po njegovom mišljenju, umro je zbog teškog nasilja i uz to je bolovao od jedne srčane bolesti. Snake mu vjeruje skroz dok primi jedan poziv od Holly, koja mu objašnjava da se Dr. Madnar dobrovoljno vratio Big Boss-u i da je započeo raditi na novom Metal Gearu. Dr. Madnar to potvrđuje, on je na Zapadu zbog svojih ekstremnih ideja i vizija proglašen ludim i odbačen od kruga naučnika. Istotako je Dr. Madnar bio taj, koji je otmicu Dr. Marv-a vodio. On ga je mučio, pošto ovaj nije htio reći gdje se ključ za ormar nalazi, u kojem se čuva OILIX formula. Snake ga s lakoćom likvidira. Nakon što si je OILIX formulu uzeo, koja je na jednom MSX Cartridge-u memorirana, pokušava napustiti mjesto, no Dr. Madnar se još posljednji podiže i govori Snakeu da je svoju kćerku Ellen ostavio na istoku. Nakon toga umire i jedna se vrata u podu otvaraju, kroz koja Snake u podzemnu bazu upada, gdje se nađe nasuprot Metal Geara. Dolazi do neizbježne borbe protiv Gray Foxa, u Cockpit-u od Metal Geara. Naposljetku, Snake uspijeva uništiti Metal Gear, nakon ipak nejednake borbe izlazi kao pobjednik. No Fox se neda biti poražen i izaziva Snakea na jednu posljednju borbu šakama u jednom polju mina. George Kasler kontaktira Snake-a i objašnjava mu da Foxovo pravo ime glasi "Frank Jäger". Jäger se prije par godina zaljubio u jednu ženu s istoka, koju je želio povesti sa sobom u SAD, ali američka vlada neodobrava toj ženi ulazak i od tada ju nije više nikad vido. Zato je počeo mrziti američku vladu. Ta žena je bila klizačica na ledu, koja je jednom čak osvojila olimpijske igre. To je bila Gustava Heffner, koju je Fox osobno ubio. Nakon žestoke borbe šakama između dvojice najboljih FOXHOUND agenta koju je jedinica ikada imala, Gray Fox pada zadnji put obliven krvi na pod. U smrtnom stanju Fox govori da on u biti prezire rat, ali da je to jedino što ga na životu drži. Uz to je dva puta bio spašen od Big Boss-a, jedanput u Vijetnamu i drugi puta u Mozambiku.
Nakon smrti Gray Foxa, Snake se priprema za konačnu konfrontaciju protiv Big Bossa. Taj želi napraviti jedan svijet pun rata. Svijet, u kojemu jedan Konflikt kreče za drugim. Snake mu odvraća, da neželi takav svijet i da mora još jednu borbu voditi, kako bi nočne more imale kraj. Big Boss se samo smije: "Tko god ovdje pobijedio, borba neće nikada prestati. Gubitnik napušta borbeno polje u slobodu. Ali pobjednik mora ostati i svoj život kao ratnik nastaviti, jedan život obogaćen borbom." S ovim riječima počinje zadnja borba iz kojeg Snake izlazi kao pobjednik.
Snake i Holly bježe iz Zanzibara, gdje ih kroz džunglu ganja mnogo vojnika, dok napokon helikopter doleti i s time ih spašava. Naposljetku Colonel Campbell gratulira Snakeu na njegovoj uspješnoj misiji i moli Snakea da se vrati nazad u FOXHOUND, što ovaj pak odbija.
S Big Bossovim zadnjim riječima i znanjem da je ubio svog vlastitog oca, Snake nestaje u dubinama Aljaske.

## Metal Gear Solid
Nakon toga je bila duga tišina oko serije. Tek 1997. godine, Kojima uspijeva s PlayStation imenom Metal Gear Solid prvi puta diljem svijeta proizvesti respektirano vrhunsko djelo. Preko 5 milijuna puta se prodalo. Igra je dobila mnogo nagrada. Prvi puta je ovaj Metal Gear dio došao i s audio govorom. U Japanu Snakeu daje glas poznati sinkron-govoritelj Akio Otsuka, u engleskoj verziji to čini David Hayter. Metal Gear Solid je uz to kao jedini dio serijala sinkroniziran na njemački i francuski jezik (u audiu). Kvaliteta i govor njemačkog sinkronizatora bila je od strane njemačkih igrača kritizirana.
Igra posjeduje par novih elemenata, koji su pogotovo za 3D grafiku optimirani. Tako se moglo nasloniti na zid, pri čemu je kamera automatski dala perspektivu malo iz ugla. Tako se moglo u miru vidjeti šta se događa u blizini. Ipak, većina mogućnosti koju je igra nudila bila su več i u Metal Gear 2: Solid Snake. Dotična je izišla cijelih 8 godina ranije, za čije se ime pak izvan Japana nije skoro znalo i tako se na to nije gledalo kao točka za kritiku. Ipak se Metal Gear Solid uzdigao kroz bolju tehniku i vrlo veliku slobodu djelovanja igrača, kao i zbog mnogobrojnih video sekvencija, koja su u nekim pogledima izgledala kao iz nekog filma. Jedna takva duboka i kritična priča u tadašnjem vremenu, barem za jednu igru, je bila jako neobična.

#### Radnja
"Metal Gear Solid" prikazuje jednu priču o jednom bivšem specijalnom agentu, koji nosi kodno ime Solid Snake. Četiri godine nakon zadatka u centralnoj Africi, Snake biva nasilno mobiliziran od američke vlade. Ona ga šalje u Shadow Moses, koji se nalazi na Aljaski. Tamo mora osloboditi dvoje iz jedne otmice zatočenih i jednu terorističku jedinicu neutralizirati. Zašto vlada baš Snake-a izabire, leži u terorističkoj jedinici: Ona je njegova bivša specijalna jedinica Foxhound, koja je sada promijenila strane. Važniji razlog je pak bio taj, da vođa Foxhound nosi isto kodno ime i iste crte lica kao Solid Snake, a to je Liquid Snake. U ovom dijelu igrač prvi put doznaje da je Solid Snake jedan klon od Big Bossa i da je Liquid Snake njegov genetski jednak brat. Ovaj dio igre inače ima i dva alternativna završetka, zavisno o tome kakve odluke igrač donese pri kraju igre. Kruže glasine, da ako se ova igra završi bez ijednog ubijenog neprijatelja (osim onog dijela gdje se Snake penje uz stepenice i ubija pritom neprijatelje) dobiva jedan poseban bonus na kraju igre. 

## Metal Gear Solid 2: Sons of Liberty
2001., dakle nakon četiri godine pauze, Konami je izdao Metal Gear Solid 2: Sons of Liberty za Sonyjevu Playstation 2. U ovom dijelu se pojavio drugi glavni karakter pod imenom Jack, koji nosi kodno ime "Raiden".
Sons of Liberty je dobio mnogo nagrada zbog grafike i muzike, koju je komponirao Harry Gregson-Williams. Europska inačica je dobila dodatni DVD pod imenom "The Making of Metal Gear Solid 2". Uz to je dobila i jedan dodatni nivo pod imenom "European Extreme".
Metal Gear Solid 2 pruža osim starih karakteristika i neke nove kao što su ego-perspektiva iz koje se mogu upotrijebiti objekti. Prvi put su se uveli i takozvani Dogtags (pseće marke), koji su bili potrebni za otključavanje dodatne opreme.

#### Radnja
Radnja u 'Sons of Liberty' se odvija u dvije epizode, ali glavnim dijelom se odigrava u godini 2008.

Epizoda jedan: Igra se sa Solid Snakeom, koji za svog prijatelja Otacona (Hal Emerich) treba fotografirati Metal Gear RAY borbenog robota koji se nalazi u vlasništvu US marinaca i nakon toga fotografiju javno objaviti. Brod (tanker) na kojem se nalazi prototip biva otet od ruske naoružane specijalne jedinice pod vodstvom Revolver Ocelota. Snake prodire duboko u brod gdje nailazi na Ocelota i komandanta marinaca. Ukratko nakon toga Ocelot krade Metal Gear RAY-a i potapa tanker. Nakon toga se dobiva dojam da je Solid Snake pri tome poginuo. 
Epizoda dva: Mladi Foxhound agent Raiden treba na jednoj platformi za čiščenje mora osloboditi američkog predsjednika. Predsjednik je taoc u rukama skupine koja sebe naziva Sons of Liberty. Vođa te skupine je navodno Solid Snake. Jedan tim Navy Sealsa je isto poslan da spasi predsjednika, no team biva likvidiran od Vampa i Fortune. Jedini koji je preživo je Pliskin, koji se kasnije otkriva kao Solid Snake. Raiden ima zadaću saznati više o Dead Cell teror skupini i saznaje o jednoj organizaciji imenom Patriots. Ta organizacija je toliko močna da upravlja sa zbivanjima u svijetu i gdje predsjednik Johnson igra ulogu jedne marionette, koja u javnosti "vlada". Prema informacijama Johnson-a bi na zemlji izbio kaos, kada nebi bilo Patriot organizacije. Nakon završne borbe sa Solidus Snakeom, vođom Dead Cella i bivšim trenerom Raidena, Snake i Raiden rade zajedno u potrazi i eliminaciji Patriot organizacije. Igrač ovdje saznaje, da su članovi dotične organizacije već preko 100 godina mrtvi.

## Nagrade
- Excellence Award of CESA GAMES AWARDS (Metal Gear Solid)
- Best Adventure Game 1999 (Metal Gear Solid)
- Best Game 2002 (Metal Gear Solid 2: Sons Of Liberty)
- Best Visuals 2002 (Metal Gear Solid 2: Sons Of Liberty)
- Best Adventure Game 2002 (Metal Gear Solid 2: Sons Of Liberty)
- No. 1 Agent Game 2002 (Metal Gear Solid 2: Sons Of Liberty)
- Cypress Award 2002 (Metal Gear Solid 2: Sons Of Liberty)
- GAME AWARD FUTURE (Metal Gear Solid 3: Snake Eater)
- BEST ORIGINAL VOCAL SONG - Rock (Metal Gear Solid 3: Snake Eater)
- Top Five Trailers 2007 (Metal Gear Solid 4: Gun of the Patriots)

## Vanjske poveznice
- The Unnoficial Site
- Metal Gear javna stranica
- Kojimas official Website
- Konamis offizielle Website
- Interview s Hideo Kojima  Arhivirana inačica izvorne stranice od 5. siječnja 2008. (Wayback Machine)
- Članak o Metal Gear Solid: Portable Ops
- https://metalgear.fandom.com/wiki/Metal_Gear_Solid